# Blauwgestreepte schaalhoren
De blauwgestreepte schaalhoren (Patella pellucida) is een slakkensoort uit de familie van de Patellidae. De wetenschappelijke naam van de soort is gepubliceerd in 1758 door Linnaeus in de tiende editie van Systema naturae.

## Beschrijving

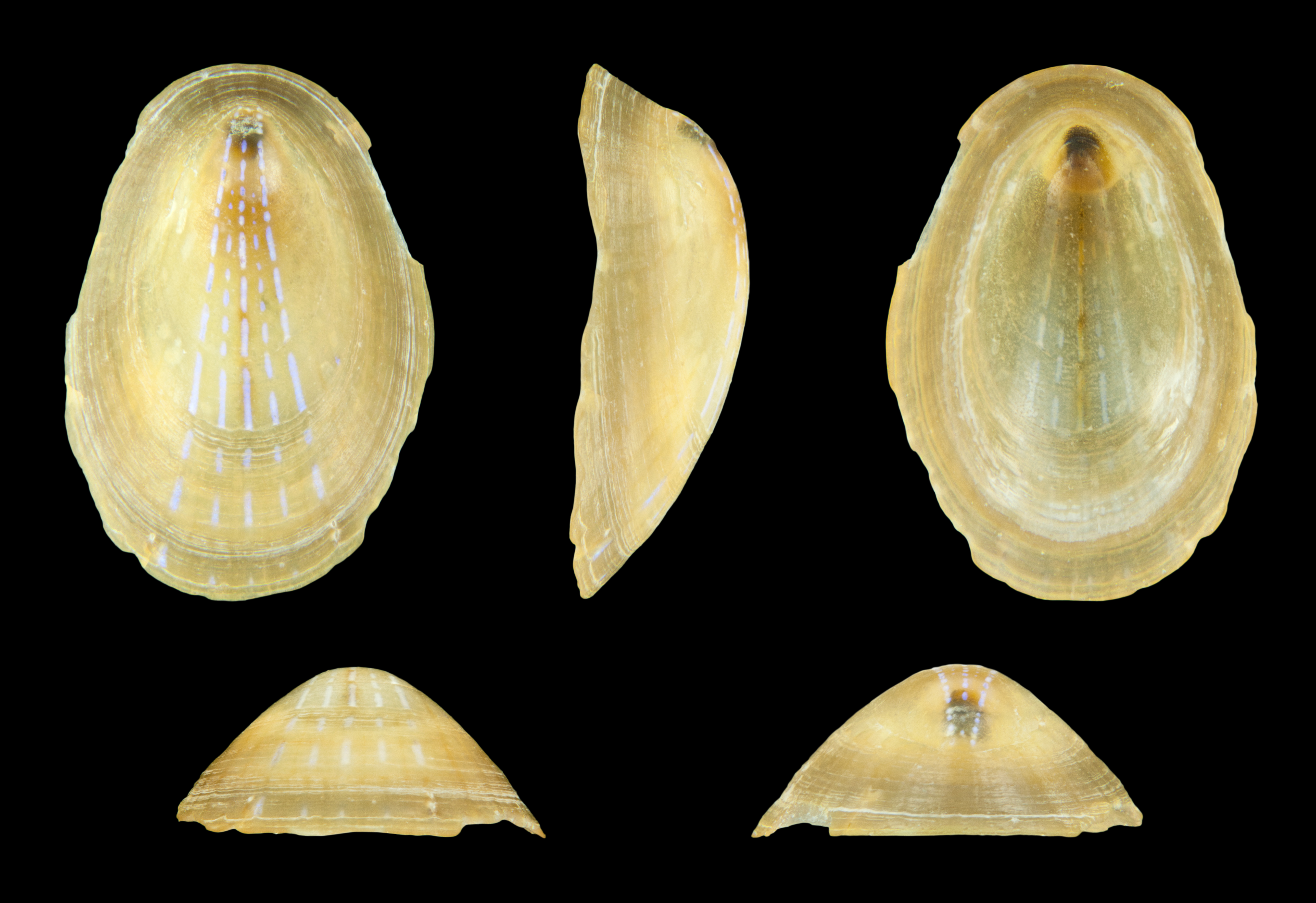
var. pellucida

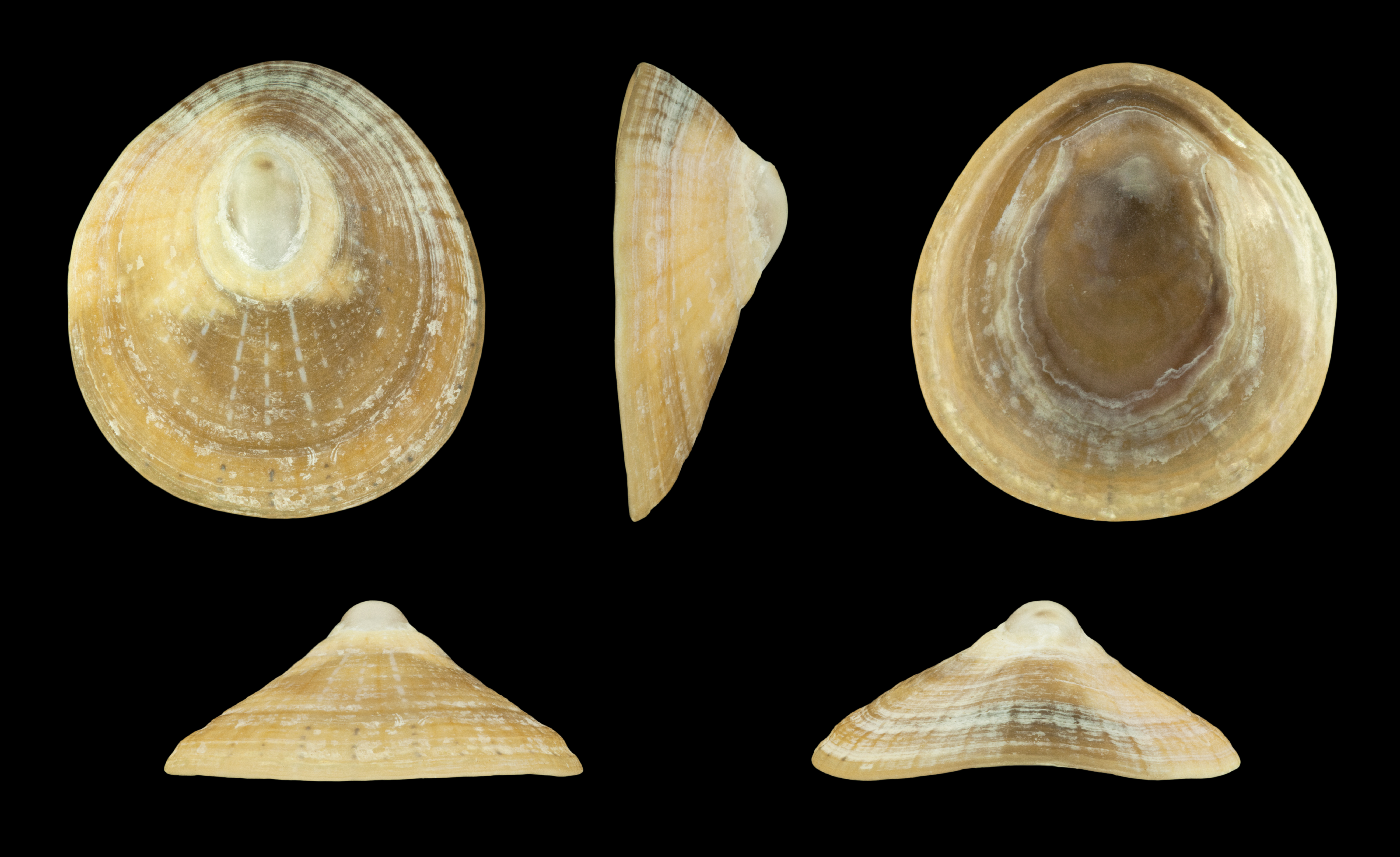
var. laevis

Deze tot 15 mm grote soort bevindt zich op zeewieren en doet zich daar tegoed aan algenaangroei, alsook het zeewier zelf. Volwassen exemplaren, die doffe krijtachtige schelpen hebben, graven holen in de hechtorganen van de wieren die daardoor verzwakken en uiteindelijk losscheuren.Het houdt er vaak een territorium op na. Ze zetten zich bij afgaand tij onwrikbaar vast in een kuiltje in de rots. De kapvormige schelp is dun en doorschijnend amberkleurig met glanzende blauwe vlekken.

## Voorkomen
De soort komt voor op de oostelijke kustgebieden van de Atlantische Oceaan van IJsland en Noorwegen tot Portugal. De slak leeft in het sublitoraal tot ongeveer 30 meter diepte. In Nederland wordt hij ook regelmatig gevonden op drijvende voorwerpen.

## Synoniemen
- Ansates pellucida (Linnaeus, 1758)
- Helcion pellucidum (Linnaeus, 1758)
- Patella laevis Pennant, 1777
- Patina pellucida (Linnaeus, 1758)
- Patina pellucida leavis (Pennant, 1777)